# Berentzwiller
Berentzwiller település Franciaországban, Haut-Rhin megyében. Lakosainak száma 340 fő (2022. január 1.). Berentzwiller Helfrantzkirch, Jettingen, Steinsoultz, Muespach, Knœringue és Ranspach-le-Haut községekkel határos.

## Népesség
A település népességének változása:
| Lakosok száma | 323  | 322  | 331  | 324  | 334  | 341  | 341  | 340  | 340  |
|               | 2013 | 2015 | 2016 | 2017 | 2018 | 2019 | 2020 | 2021 | 2022 |